# Curichi La Madre
Curichi La Madre, cuyo nombre oficial es Área protegida municipal Curichi La Madre, es un humedal ubicado en la ciudad de Santa Cruz de la Sierra, en el departamento de Santa Cruz, al este de Bolivia. Es un área protegida por el Gobierno Autónomo Municipal. Se halla ubicado el distrito 1 de la ciudad de Santa Cruz, en el área cercana al Río Piraí, y es uno de los 80 humedales urbanos más importantes, con una extensión de 49, 8 hectáreas. Es objeto de investigación por parte de las universidades públicas y privadas de la ciudad. Es un relicto de vegetación de diferentes ecosistemas.
Su ubicación biogeográfica corresponde a las llanuras aluviales de Santa Cruz.

## Cronología

### Declaración inicial
La declaración del área como espacio protegido municipal del municipio de Santa Cruz de la Sierra, se realizó en 1995.

### Ampliación
En 2010 se anunció la ampliación del área protegida a 49 hectáreas.
En 2019 se implementaron cámaras trampas donadas por la WWF y una estación meteorológica.

## Administración

### Zonas de manejo
Para la mejor administración del área el gobierno municipal ha realizado la zonificación del área de la siguiente manera:
- Zonas de uso moderado I
- Zonas de uso moderado II
- Zona de recuperación o restauración ecológica
- Zona de uso intensivo no extractivo
- Zona de usos especiales

## Impacto ecológico del área protegida
El curichi La Madre desempeña un importante papel en la regulación hídrica, ya que es un regulador del clima y estabilizador edáfico. Entre los beneficios ecológicos generales que brinda esta área se puede citar:
- Regulación hídrica
- Regulación de temperatura
- Regulación de viento
- Conectividad con áreas de vegetación urbana
- Refugio de flora y fauna silvestre
- Lagunas y bosques de inundación
- Plantaciones de mara

## Fauna y Flora

### Flora
Se han identificado 144 especies estudiadas en detalle

### Fauna
El espacio natural es refugio y hábitat natural de una gran variedad de especies

#### Aves
Se avistaron al menos ciento noventa y cinco especies de aves
En el área protegida se han realizado avistamientos de numerosas especies entre las que se hallan:
Celestino Común (Tangara sayaca)
Pollona Azul (Porphyrio martinicus)

Jote Cabeza Negra (Coragyps atratus)

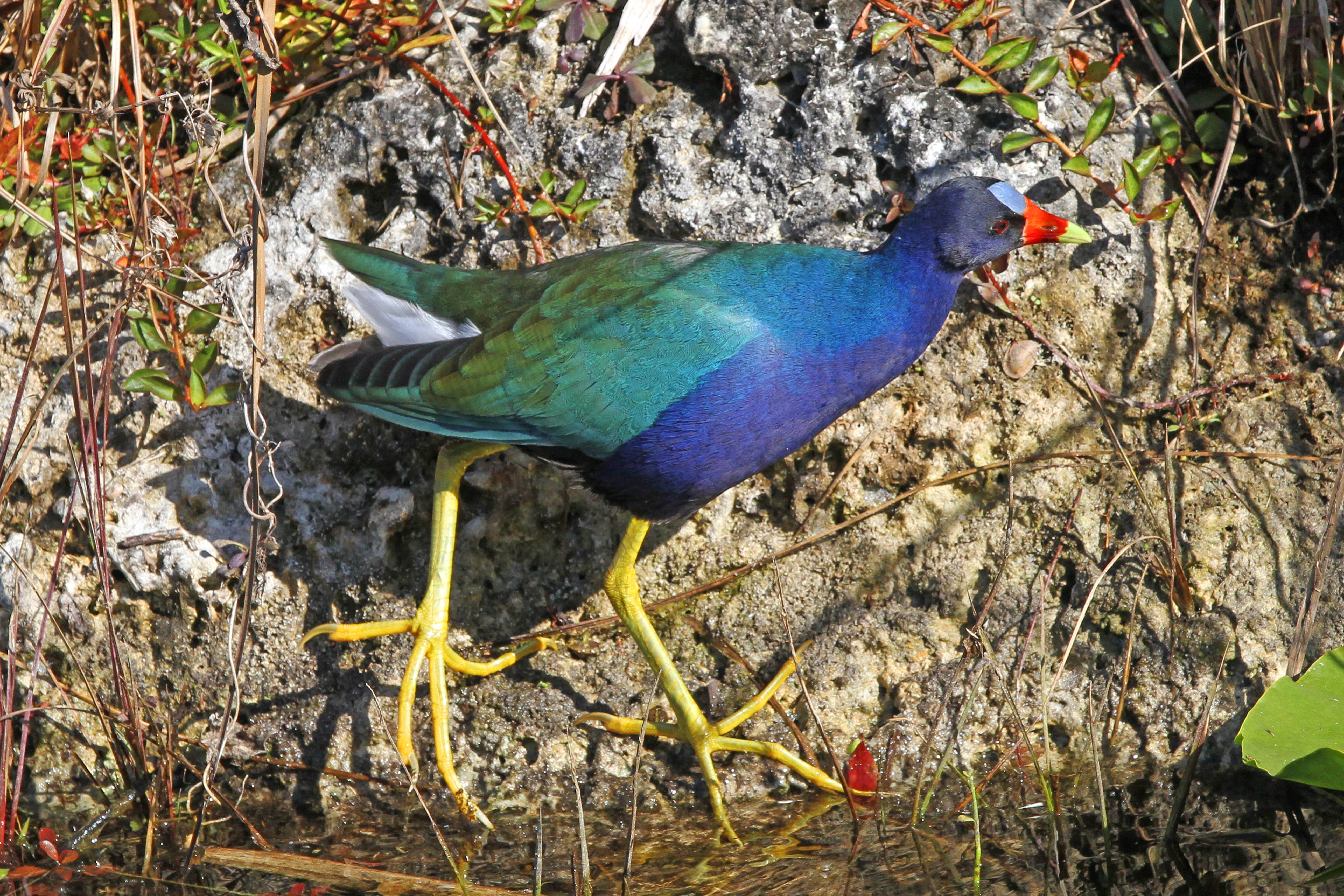
Pollona azul
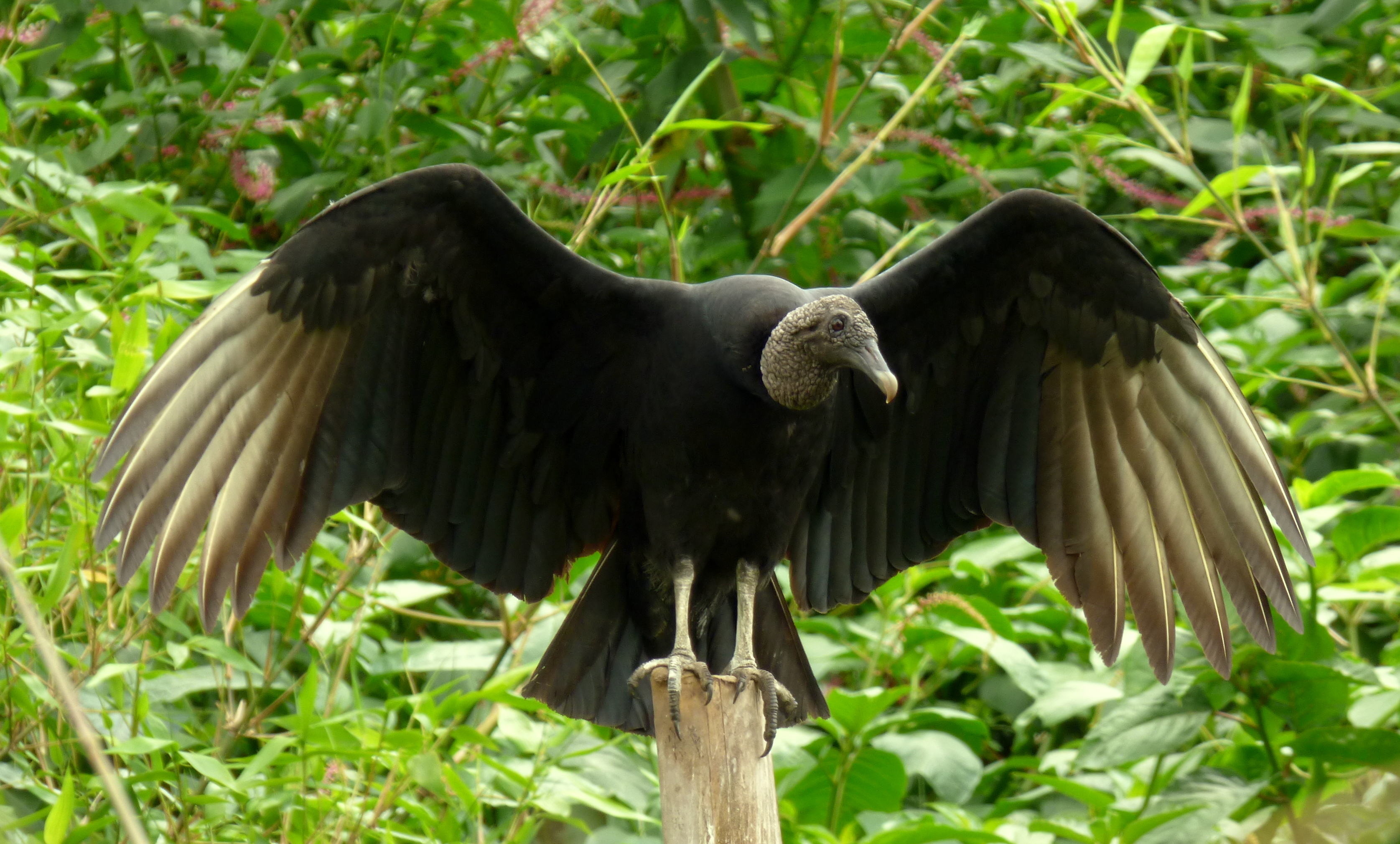
Jote cabeza negra
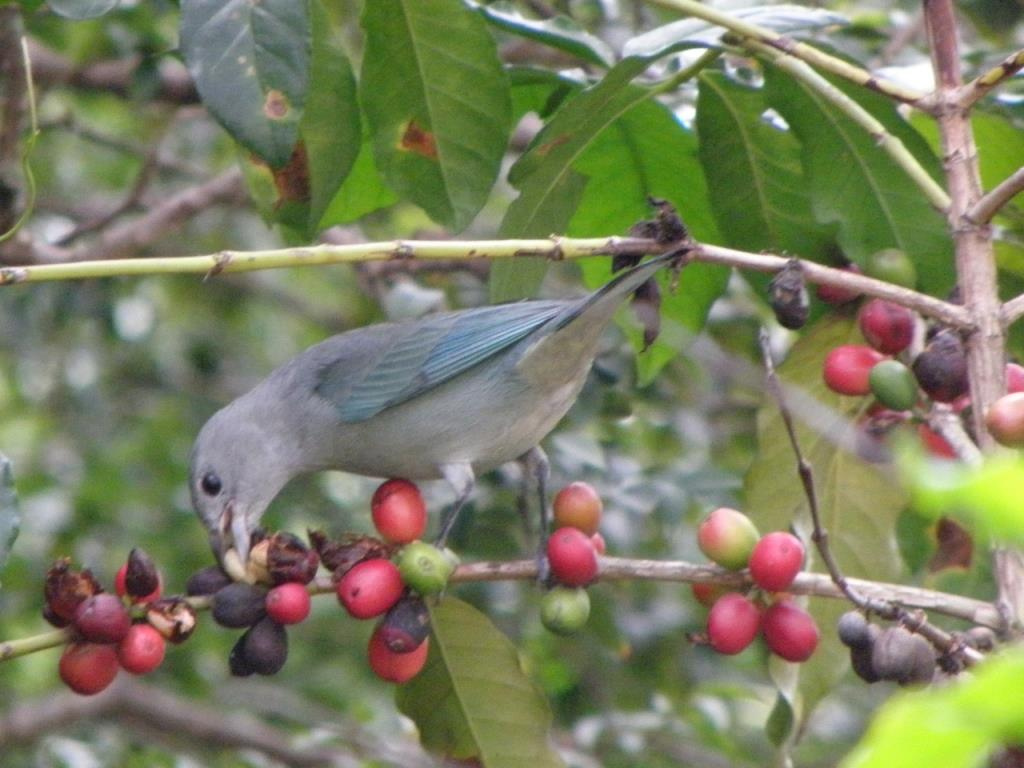
Celestino Común

#### Mamíferos
Se registraron veintiséis  especies de mamíferos

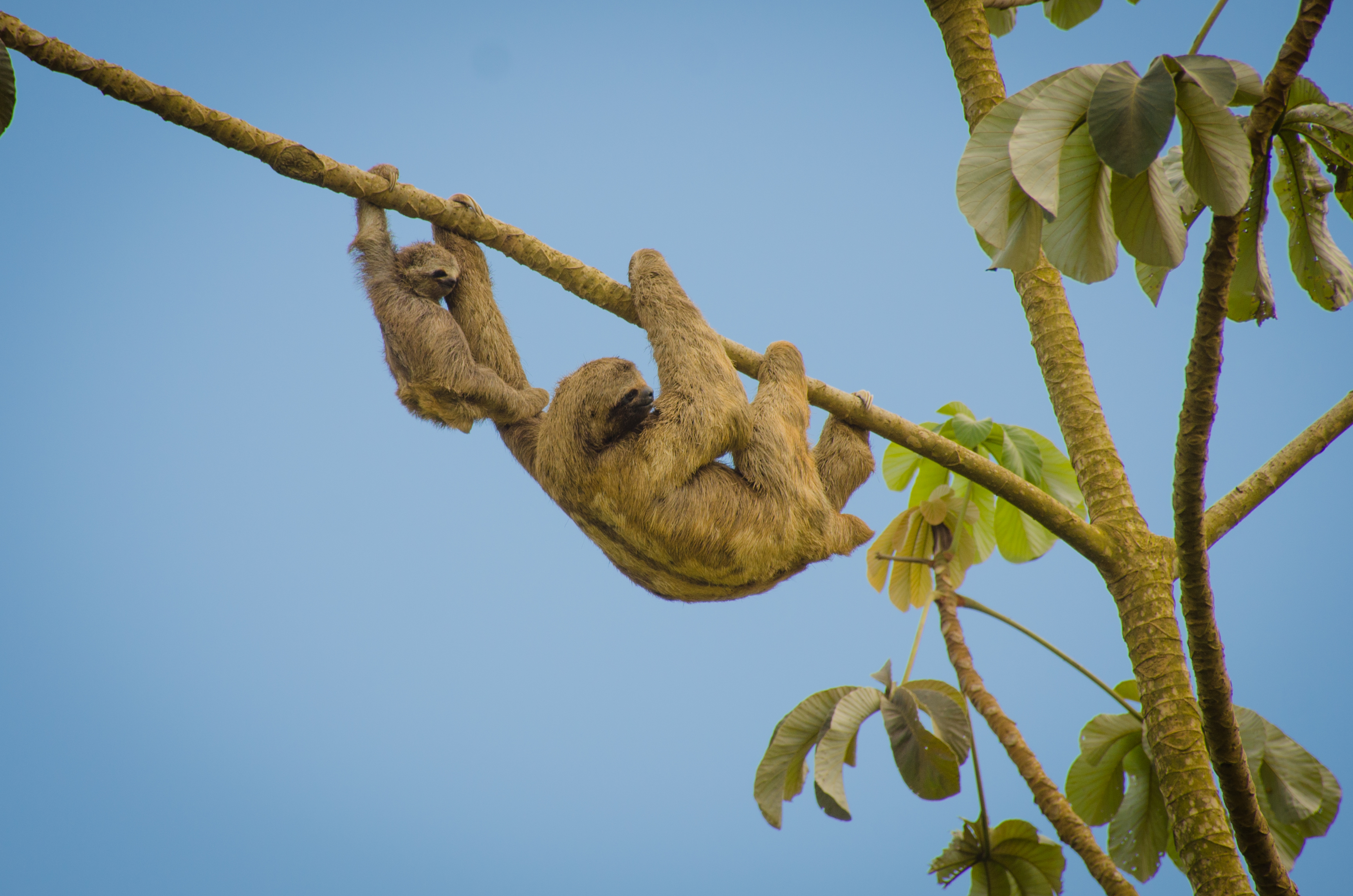
Perezosos.
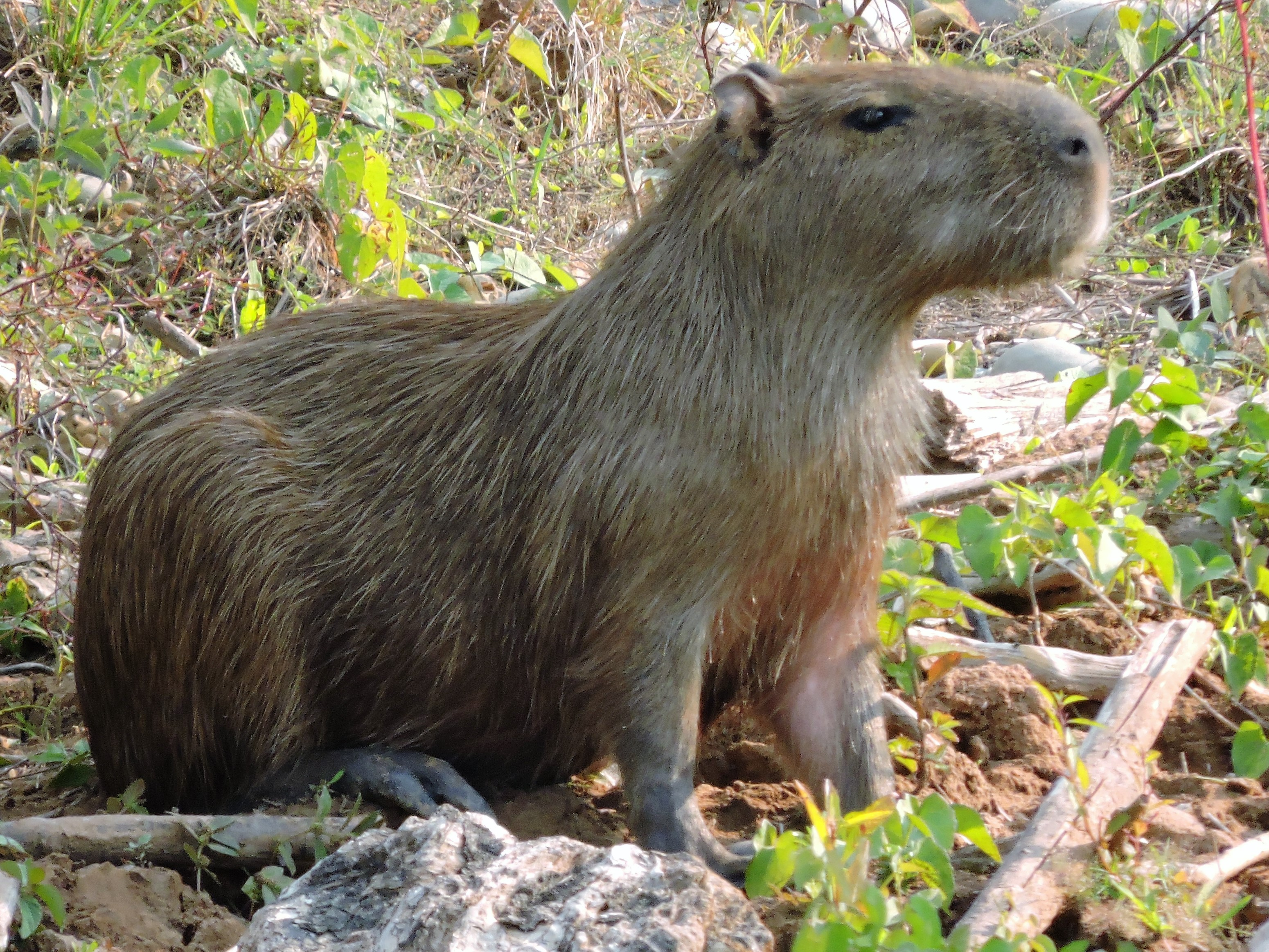

#### Reptiles
Se registraron dieciséis variedades de reptiles

#### Invertebrados
En el espacio se encuentran diferentes especies, como la mariposa urbanus esta.

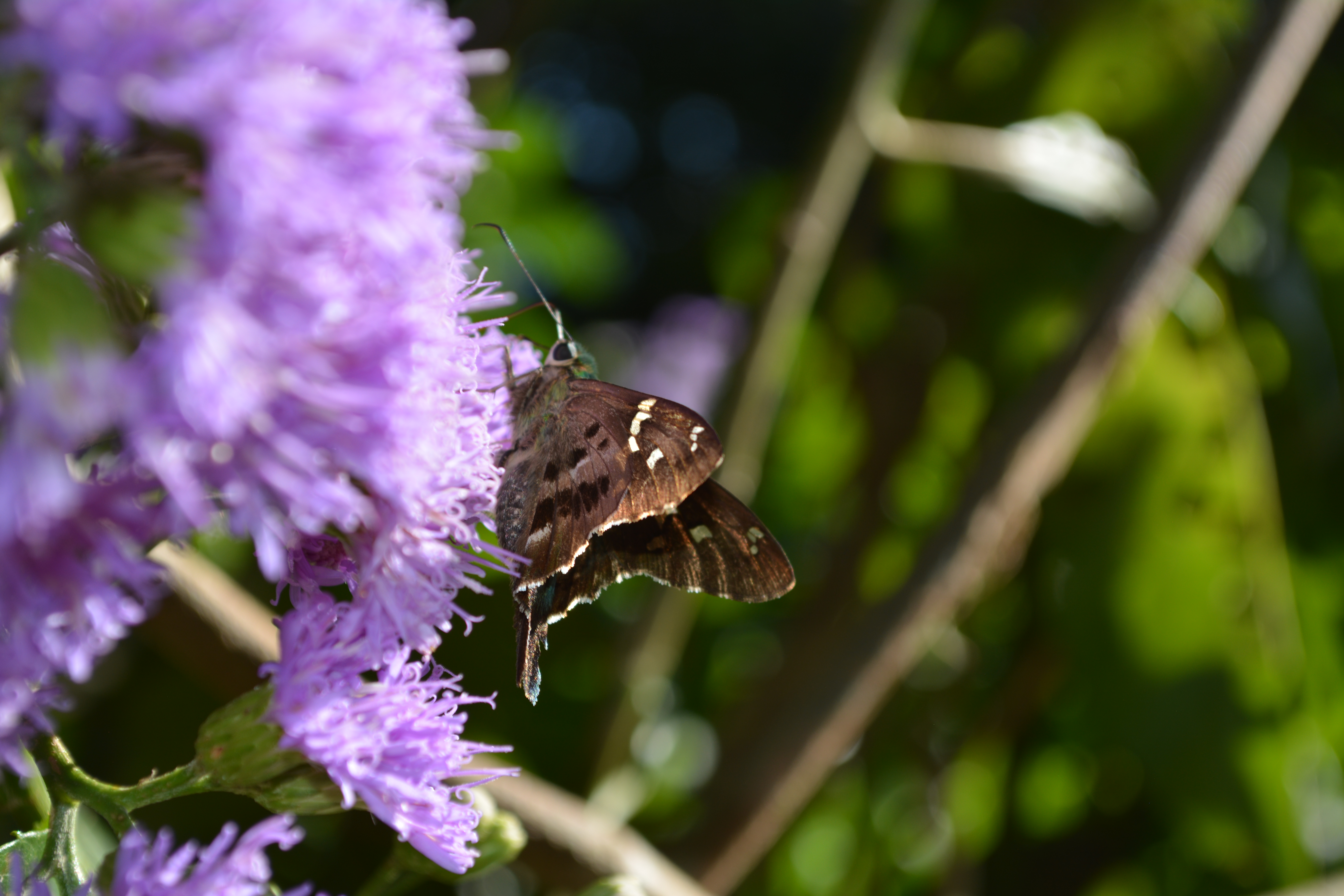
Mariposa Urbanus esta, registrada en el área protegida.

## Actividades
En el curichi se pueden hacer caminatas y visitas guiadas

## Amenazas
El área protegida está amenazada por la expansión urbana y la ocupación irregular de suelos, al respecto al arquitecto Carlos Barrero mencionó:
En otras ciudades se respeta la riqueza natural. Aquí se las desplazó por supermercados, surtidores, edificios y más cemento